# Recon (Lost)
2010. március 16-án került először adásba az amerikai ABC csatornán a sorozat 111. részeként. Elizabeth Sarnoff és Jim Galasso írta, és Jack Bender rendezte. Az epizód James "Sawyer" Ford-centrikus.
|  | Alább a cselekmény részletei következnek! |

## Tartalom
A sziget, 2007: Sawyer felkelti Jint, aki rögtön távozni akar, mert tudja, hogy a Locke alakját használó Nemezis nem Locke. Ezt James is tudja, és közli a koreaival, ő Flocke-kal van, mert ő ki tudja vinni őket a Szigetről. Megnyugtatja Kwont, hogy Sunt is megkeresik, nélküle nem mennek el. Ekkor a Nemezis által vezetett csoport odaér a kunyhóhoz. Sawyer és Kate egy egyszerű köszönéssel üdvözlik egymást.
Claire összepakolja a számára szükséges dolgokat. Kate a rongybabát látva megkérdezi, mi az, erre Littleton kijelenti, csak az maradt neki. Eközben Nemezis beszédbe kezd. Tudja, hogy fáradtak az emberek, de ki kell használniuk azt, hogy nappal van, tovább kell menniük. Azt is kijelenti, hamarosan minden kérdésükre válaszolni fog. Cindy megkérdezi, mi történt a templomban maradtakkal. Nemezis kijelenti, a fekete füst megölte őket. A gyerekek megszeppennek, erre Flocke megnyugtatja őket, hogy nem esik semmi bántódásuk, mindenkit meg fog védeni. Ezalatt egy rövid ideig Claire megfogja Kate kezét. Nemezis kiadja a parancsot az indulásra. Sawyer Kate-től a többiek után érdeklődik, de Austen sem tud sok információval szolgálni. Megkérdezi Fordot, hogy most már Locke-kal van-e, erre a férfi azt válaszolja, ő nincs senkivel sem.
Nemezis csapata elér egy tisztásra, ahol letáboroznak, mert lehet, hogy pár napig ott maradnak. Sawyer tudni akarja, mikor hagyják el végre a Szigetet, ezért ők ketten félrevonulnak. Flocke közli vele, nem örült annak, hogy félbeszakította a beszédét, de megbocsát neki. James azt kérdezi, honnan tudta, hogy meg kell menteni a templomban lévőket a füsttől. Nemezis felfedi, ő a füst. Megadta nekik a lehetőséget, hogy békében távozzanak, akik maradtak, azokkal végzett. Az a meggyőződésük, hogy meg kell tőle védeniük a Szigetet, pedig ő csak el akar menni onnan. Éppen ezért ha nem öl, akkor őt ölik meg, és ő nem akar meghalni. Hamarosan kiérnek a partra, ahol már várja őket egy csónak. Flocke azt a feladatot adja Fordnak, menjen át a Hidra-szigetre, ahol az Ajira leszállt. Sajnos van az utasok között néhány ember, aki minden bizonnyal bántani akarja őket, ezért megkéri Sawyert, vezesse őket félre, ez minden bizonnyal sikerülni is fog, hiszen ő a legjobb hazudozó, akivel valaha is találkozott. James nem érti, mire lesz ez jó. Nemezis felvilágosítja, az Ajira repülőgépével fogják elhagyni a Szigetet.
Sawyer átér a másik szigetre, és megkezdi a felderítést. Elsőként a Hidra állomásra megy, ahol meglátja azokat a ketreceket, amikbe őt és Kate-et zárták. Az egyikben még ott van Kate ruhája is, ezt magához veszi, és elgondolkodva nézegetni kezdi.
Kate leül Sayid mellé, aki közli semmi sincs rendben vele, azt viszont elhiszi, hogy Locke ki tudja vinni őket a Szigetről. Ekkor Claire hátulról megragadja Austent, a földre rántja, és kést szegez a torkához. Kate Sayidtól kér segítséget, az iraki viszont csak ül, és nézi őket. Nemezis rohan oda hozzájuk, eltávolítja Claire-t Kate-ről, és próbálja megnyugtatni. Megpróbálja megértetni vele, hogy Austen helyesen cselekedett, mikor magához vette Aaront, hiszen Claire eltűnt. Littleton nem higgad le, ezért Flocke felpofozza, és távolabb küldi. Megkérdezi Kate-et, jól van-e, majd a szőke után megy, hogy megbeszéljék a történteket.
Sawyer megtalálja a repülőgépet, ám sehol sem lát embereket. Követni kezdi a homokban hagyott nyomokat, így rátalál az utasok hulláiból összehordott kupacra. Zajt hall, majd az egyik bokorból kiugrik egy nő, és rohanni kezd. James üldözni kezdi, végül el is kapja. A nő azt mondja, csak ő élte túl.
A nőt, akit Sawyer elkapott, Zoenak hívják. A férfi felfedi, nem az Ajira járatával érkezett, de többet nem mond. Zoe elmeséli, hogy fát gyűjtött, mikor kiáltásokat hallott, s mire visszaért, már mindenki halott volt. James felajánlja neki, hogy magával viszi a másik szigetre, ahol csatlakozhat hozzájuk.
Nemezis elnézést kér Kate-től Claire viselkedése miatt. Szerinte neki kell azért felelősséget vállalnia, mert ő hazudta azt Littletonnak, hogy a Többieknél van Aaron, hogy ezzel a gyűlölettel erőt adjon a nőnek. Viszont amikor Austen elmondta az igazságot, ezt a dühöt ki kellett engednie magából. Kate arról érdeklődik, hova ment Sawyer. Flocke arra kéri, menjen vele.
Ford Zoe társaságában a csónakhoz tart, közben a nő folyamatosan a többi emberről érdeklődik, hányan vannak, mindannyian ugyanazzal a géppel jöttek-e, vannak-e fegyvereik, stb. Sawyer átlát a szitán, és hirtelen fegyvert fog a nőre. Zoe füttyent egyet, erre a bokrok közül fegyveresek bújnak elő. James megadja magát, és arra kéri őket, vezessék a főnökükhöz.
Nemezis és Kate kiértek a partra, ahol a férfi megmutatja, a másik szigetre küldte Sawyert, majd beszélni kezd a nőhöz. Közli vele, tudja, mit érez, min megy keresztül. Austen ezt kételkedve fogadja, ezért Flocke elmeséli, hogy régen, mikor még nem Locke testében élt, neki is volt egy anyja, aki őrült volt, és ez rengeteg fájdalmat és sérülést okozott neki, amik nélkül valószínűleg más lenne az élete. Kate nem érti, ezt miért kellett megtudnia, így Nemezis párhuzamot von maga és Aaron között, hiszen most már Aaronnak is őrült anyja van.
Sawyer a fegyveresek kíséretében halad, és látja, hogy tudósok szonár kerítéseket állítanak fel tengeralattjárójuk védelmére. Zoe leparancsolja őt a tengeralattjáróba, ahol már várják Fordot.
Sawyer talál egy lelakatolt ajtót, és arról érdeklődik, mi van odabent. Zoe kijelenti, az nem tartozik rá. A nő bekopog Charles Widmore kabinjába. A férfi behívja őket, majd megkéri Zoet, hagyja őket magukra. Widmore bemutatkozik Fordnak, kezet nyújt neki, ám James nem fogadja el, csak leül, és elmondja, tudja, hogy Charles küldte a zsoldosokat a Szigetre, hogy mindenkit megöljenek. Widmore sajnálja, hogy csak ennyit tud róla. Sawyer azt is hozzáteszi, ők ölték meg odakint az embereket, majd dobták holttesteiket egy gödörbe, ám Charles ezt is tagadja, de azt nem várja el Fordtól, hogy el is higgye. Arra viszont kíváncsi, James miért jött a másik szigetre. Sawyer közli, Locke küldte, és mindketten tudják, hogy ez a Locke nem az a Locke, akit ismernek. Ajánlatot tesz Widmore-nak: Visszamegy, azt mondja Johnnak, hogy a Hidra-sziget biztonságos, átcsalja őt, így Charles csapata megölheti őt. Cserébe azt kéri, hogy a barátainak egy haja szála se görbüljön, valamint szabadon távozhassanak a Szigetről. Widmore azt kérdezi, honnan tudhatná, bízhat-e benne, erre James csak azt feleli, ő se tudja, bízhat-e Charles-ban. Ez a válasz elég volt, egy kézfogással megkötik az alkut.
Claire odamegy Kate-hez, és elnézést kér tőle a viselkedéséért, hiszen tudja, csak azért vette magához Aaront, mert törődik a kisfiúval és vele is. Ezt követően sírva megöleli a meglepett Austent.
Nemezis odarohan a visszatérő Sawyerhez, és az akció eredményeiről érdeklődik. Beismeri, nem azért küldte át Fordot, hogy az utasokról szerezzen információkat. James megjegyzi, az utasok amúgy is meghaltak, ha esetleg érdekli Flocke-ot. Viszont van egy Widmore nevezetű férfi a Hidra-szigeten, aki tengeralattjáróval érkezett, és harcra készül. Nemezis a név hallatán meglepődik. Sawyer elmondja, sok fegyveres ember van ott, és valamit egy elzárt kabinban rejtegetnek. Megemlíti, hogy olyan kerítést építenek, ami a Barakkok körül is volt, amin a füst nem tud átmenni. Flocke arról érdeklődik, róla mit mondott nekik. James beszámol a Widmore-ral kötött alku egy részéről, amiben megígérte a férfinek, hogy átcsalja Nemezis a másik szigetre, hogy aztán végezhessenek vele. Ezzel az volt a célja, hogy teljesen váratlanul lecsaphassanak Widmore csapatára, így a meglepetés erejével bírhatnak. Flocke értékeli Ford hűségét, a szélhámos erre azt válaszolja, Nemezis megígérte, hogy kiviszi őket a Szigetről, az üzlet pedig üzlet.
Kate a tábortüzet piszkálja, mikor odasétál hozzá Sawyer. Beszámol Widmore-ról és csapatáról, majd ismerteti tervét: Hagyja, hogy Charles és Nemezis egymásnak essenek, és amíg ők a harccal vannak elfoglalva, ők ketten elhagyják a Szigetet. Austen felhozza, hogy a repülőgép vezetéséhez kellene egy pilóta is. James erre kijelenti, nem a repülőgéppel távoznak, hanem Widmore tengeralattjárójával.

## Flash-Sideways, 2004
Sawyer egy Ava nevű nővel fekszik az ágyban, mikor a nő szól, hogy 8:42 van, és Fordnak 9:00-kor találkozója van. A férfi egyből elkezd öltözni, ám a bőrönd, amit lendületesen magához vesz, kinyílik, és a benne lévő pénz kiborul az ágyra. James egyből magyarázkodni kezd, hogy beszáll egy üzletbe, és arra kell a pénz. Ava elfordul, majd pisztolyt ránt. Közli Sawyerrel, tudja, hogy egy szélhámos, hiszen egy hasonló emberhez ment nőül, ismeri az ilyen húzásokat. Ford beismeri, Ava ostobább, mint hitte. Felvilágosítja, hogy a házat körbekerítették, bepoloskázták a szobát. Megkéri, hogy tegye le a fegyvert, mert nem ő kell nekik, hanem a férje, neki csak annyi lenne a dolga, hogy elvigye a nyomkövetővel felszerelt táskát neki. Ava semmit sem hisz el ebből, furcsállja, hogy a zsaruk nem törtek még rájuk. James megnyugtatja, csak ki kell mondania a varázsszót, és máris megjelennek a rendőrök. A nő élesíti a fegyvert, erre Sawyer kimondja a „LaFleur” szót, a következő pillanatban pedig berontanak a rendőrök a házba. Miles az akciót vezető emberek között van, és mint kiderül, ő és Sawyer társak.
James Ford nyomozó a Los Angeles-i irodájából hívogat Anthony Cooper nevű embereket, hogy megkérdezze, jártak-e 1976-ban Alabamában, mert ha igen, lehet, hogy az ő értéktárgyaikat találták meg. Megérkezik Miles, erre Sawyer terelni kezdi a szót, azt állítja, hogy Anthony Cooper egy barátja, aki megígérte, hogy szerez neki pár Lakers-jegyet. Straume a társa Palm Springs-i kiruccanásáról érdeklődik, majd közli vele, szedje össze magát, mert este egy barátjával találkozik. Fordnak elege van, hogy partnere folyamatosan randikat szervez neki, ezt szóvá is teszi. Miles megígéri, hogy egy Lakers-jegyért cserébe felhagy a szervezésekkel, erre James visszakozni kezd, nem tudja, tud-e még jegyet szerezni. Straume-nek feltűnik, hogy Sawyerrel valami nem stimmel, felajánlja neki, hogy bármi baja is van, nyugodtan mondja el neki. Ford azon pedig egyenesen felháborodik, hogy társa rákérdez, hazudik-e neki.
Később Sawyer egy étteremben van, és Miles ismerősét keresi. Felhívja társát, aki segít neki rátalálni a vörös hajú nőre, aki nem más, mint Charlotte. Vacsora közben szóba kerül a munka. Charlotte régész, James pedig elmeséli, hogyan lett rendőr. Szerinte volt egy pont az életében, amikor választania kellett, hogy bűnöző vagy zsaru lesz, ő akkor utóbbi mellett döntött. Vacsora után az ágyban kötnek ki. Ford a szeretkezés után kimegy egy pohár vízért, míg Charlotte egy póló után kezd kutatni. Sawyer útmutatásának megfelelően a felső fiókban keresgél, ám póló helyett egy „Sawyer” feliratú mappát talál, benne egy család fényképével, és egy újságcikkel, ami arról szól, hogy egy férfi kinyírta feleségét, majd végzett magával is, egy 9 éves fiút hagytak árván. James visszatér, és felháborodva veszi észre, hogy Lewis a mappájában kutat. A nő védekezni próbál, de Ford nem engedi szóhoz jutni, kiparancsolja a lakásából.
Liam Pace a testvéréről érdeklődik, de az ügyeletes egyelőre nem foglalkozik vele. Sawyer épp elsétál mellette, Liam tőle próbál információkat szerezni, ám ő is faképnél hagyja. Miles indulatosan felszólítja társát, kövesse. Bemennek az öltözőbe, ahol Straume azt akarja megtudni Fordtól, mit művelt. James először Charlotte esetére gondol, de Miles nem erről beszél. Közli vele, hogy utánanézett a hitelkártyájának, és innen megtudta, hogy nem Palm Springsben volt, hanem Ausztráliában. Mivel partnerek között a bizalom a legfontosabb, tudni akarja, mit keresett ott, ám Sawyer nem mondja el neki, mivel személyes oknak tartja. Straume erre kijelenti, már nem társak többé.
Sawyer hazatérve beveti magát a TV elé. Filmnézés közben rájön, nagy hibát követett el, mikor elzavarta Charlotte-ot, ezért egy napraforgóval és pár doboz sörrel átmegy a nőhöz. Lewis azonban nem akarja beengedni, közli vele, nagyon elszúrta múltkor, nem tudja kiengesztelni. James leteszi az ajtó elé a virágot, majd távozik.
Ford a rendőrség épülete előtt várakozik kocsijában. Mikor megjelenik Miles, rádudál, és behívja az autójába. Átadja neki a „Sawyer” feliratú mappát, és elmeséli, hogy egy Sawyer nevű csaló miatt haltak meg a szülei, ő pedig őt keresi. Információkat kapott Anthony Cooperről, és most utána nyomoz. Ha pedig megtalálja a férfit, végezni fog vele. Straume éppen elkezdené lebeszélni erről Fordot, ám ekkor egy rendőrök által üldözött autó csapódik nekik. A sofőrje kiszáll, és futva kezd menekülni. Sawyerék is bekapcsolódnak az üldözésbe, egy sikátorba hajtanak. James kiszáll a kocsiból, megvárja, míg elszalad mellette a gyanúsított, majd elkapja, és egy kerítésnek szorítja. Leveszi a fejéről a csuklyát és a sapkát, és felismeri Kate-et, akit nemrég a repülőtéren segített ki.
|  | Itt a vége a cselekmény részletezésének! |